# أغاني المؤدب
أغاني المؤدب: شعر فرانك هربرت (بالإنجليزية: Songs of Muad'Dib: The Poetry of Frank Herbert)‏ هي مجموعة قصائد صدرت عام 1992 من تأليف فرانك هربرت وقام بتحريرها ابنه برايان، ونشرتها دار كتب آيس في مايو 1992. ترتبط العديد من القصائد بسلسلة الخيال العلمي كثيب التي كتبها هربرت— «مؤدب» هو لقب في الكون لبول آتريديز، بطل السلسلة.

## الاستقبال
في عام 1992، تمت مراجعة الكتاب من قبل غاري ك. ولف لمجلة لوكس وتوني مانا لمجلة أنصار صوت الشباب.

## وصلات خارجية
- ISFDb entry، بما في ذلك جدول المحتويات التفصيلي (بالإنجليزية)